# Sant Pere del Brunet
Sant Pere del Brunet és una església situada al municipi de Sant Salvador de Guardiola (Bages), a un mas que porta el seu nom prop de la carretera de Manresa a can Maçana. És una obra inclosa en l'Inventari del Patrimoni Arquitectònic de Catalunya.

## Descripció
Església preromànica construïda a la segona meitat del segle x, de la qual es conserva la capçalera, l'arc triomfal de ferradura, l'absis de planta trapezoïdal, amb una finestra d'arc monolític. La coberta de l'absis és cobert amb volta. Molt aviant a principis del segle xi l'església fou ampliada amb una nova nau, coberta amb volta de canó de mig punt, reforçada per dos arcs torals. La porta original al mur de migdia fou posteriorment tapat. El mur de tramuntana és el més modificat, amb l'actual porta d'accés, amb el campanar d'espadanya d'una sola d'un sol ull. L'aparell és fet amb blocs de pedra mitjana, col·locats força desiguals, en filades unides amb morter de calç.
L'altar consta d'un suport constituït per un bloc de pedra tallat i polit de forma rectangular al damunt del qual ha estat col·locada una llosa de pedra no gaire gruixuda, polida i amb els cantons rectes. No presenta ornamentació però si uns grafits avui molt malmesos. Llegits per A.M. Mundó diuen: "...REDUS", "GUILELMO", "SACER", "(G)OMBAUDUS", "(G)OMBAUDUS" i "BERNARDUS SACER". A l'interior hi ha una ara d'altar únic.

## Història
L'església de St. Pere de Brunet estava situada dins el terme del castell de Guardiola, al lloc conegut amb el nom de la Serra, conegut avui amb el nom de Brunet. Sempre fou capella depenen de l'església parroquial de Sant Salvador de Guardiola. La primera notícia documental és de l'any 1035 on l'anomena Sant Pere de Guardiola. Als anys 1281 i 1334 torna a aparèixer documentat, aquest cop com a Sant Pere de Serra. L'any 1618 s'hi efectuaren obres importants: s'enrajolà la capella, fou tapat la porta original.